# Bernardo II di Pallars Sobirà
Bernardo II di Pallars Sobirà (in spagnolo Bernardo, in catalano Bernat, in francese Bernard; seconda decade secolo XI circa – 1049 circa) fu Conte di Pallars Sobirà dal 1035 alla sua morte.

## Origine
Bernardo, come conferma il documento n° 212 della Histoire Générale de Languedoc 3rd Edn. Tome V, Preuves, Chartes et Diplômes era il figlio primogenito del primo Conte di Pallars Sobirà, Guglielmo II e della moglie, Stefania di Urgell, figlia del conte di Urgell, Ermengol I e della moglie Teutberga o Geriberga († prima del 1017), che secondo l'Europäische Stammtafeln, vol II, 187 (non consultate), era la figlia del Conte di Provenza e marchese di Provenza, Rotboldo II e della moglie, Emilde o Eimilde. 

Secondo il capitolo n° XXXVI del libro XLVI della España sagrada. 46, De las santas iglesias de Lérida, Roda y Barbastro, Guglielmo II di Pallars Sobirà era il figlio secondogenito del Conte di Pallars e Conte consorte di Ribagorza, Suniario I e di Ermentrude di Rouergue, che secondo le Europäische Stammtafeln, volume III, parte 1, n° 119 (non consultate) era la figlia del conte di Rouergue, Raimondo II, e di Riccarda, figlia di Odoino.

## Biografia
Alla morte di suo nonno, il Conte di Pallars e Conte consorte di Ribagorza, Suniario I, tra il 1010 e il 1011, gli succedettero i due figli, Raimondo e Guglielmo (il padre di Bernardo), che si divisero la contea:
- a Raimondo III toccò la parte meridionale più ricca e popolata, con più possibilità di espansione, la contea di Pallars Jussà
- a suo padre, Guglielmo II, la parte settentrionale, la contea di Pallars Sobirà[11][12].

Si presume che suo padre, Guglielmo II, morì nel 1035, poiché in quell'anno nel documento n° 6 di El Monestir de Santa Maria de Gerri (segles XI-XV) Collecció Diplomática, II (non consultato) compaiono solo la moglie, Stefania ed il figlio Bernardo, già citato col titolo di conte (Stephania…cometissa et filio suo Bernardo chomite); infatti Bernardo gli succedette come Bernardo II, Conte di Pallars Jussà, come ci conferma il documento n° 212 della Histoire Générale de Languedoc 3rd Edn. Tome V, Preuves, Chartes et Diplômes, datato 1037, inerente ad una vendita fatta dal conte Bernardo, assieme alla madre, Stefania (Domnus Bernardus Guilelmi gratia Dei comes vel marchio et Stefania mater sua).
Bernardo II compare citato, assieme alla madre Stefania anche in un altro documento, non datato, delle Noticias y documentos históricos del condado de Ribagorza hasta la muerte de Sancho Garcés III (año 1035) (non consultato),(Bernardus...comes et Stephania comitissam...matrem eius).
Di Bernardo II, non si conosce la data esatta della morte, che molto probabilmente fu nel 1049, e gli succedette il fratello, Artaldo, come Artaldo I.

## Discendenza
Di Bernardo non si hanno notizie né di un'eventuale moglie, né di alcuna discendenza.

### Fonti primarie
- (LA)  Histoire générale de Languedoc : avec des notes et les pièces justificatives, T. 5.
- (LA)  España sagrada. 46.
- (LA)  Recueil des Chartes de l'Abbaye de Cluny, tome III.

### Letteratura storiografica
- (ES)  Bofarull i Mascaró, Los condes de Barcelona vindicados, Tome I,.
- (EN) The Development of Southern French and Catalan Society, 718-1050, su libro.uca.edu.